# Хани аль-Мульки
Хани Фавзи аль-Мульки (араб. هاني فوزي الملقي‎; род. 15 октября 1951, Амман) — иорданский политик и дипломат, премьер-министр Иордании с 29 мая 2016 по 4 июня 2018 года.

## Биография и карьера
Родился в семье политика Фавзи аль-Мульки, занимавшего ряд постов в правительстве Иордании в 1940—1950 годах. Получил высшее образование и степень бакалавра в Каирском университете в Египте. Продолжил образование в Политехническом институте Ренсселера в Трое (Нью-Йорк) в США, где получил степени магистра и доктора философии.
В 1994—1996 годах участвовал в иорданской группе по переговорам и подписанию израильско-иорданского мирного договора, а также дальнейшему развитию отношений между двумя странами.
С 1997 года занимал ряд министерских постов, в частности, был министром промышленности и торговли (1997—1998 и 2011), совмещал обязанности главы министерств водных ресурсов и ирригации и энергетики и минеральных ресурсов (1998—1999), был министром иностранных дел (2004—2005).
В 2002—2004 и 2006—2008 годах был послом Иордании в Египте, одновременно исполняя обязанности постоянного представителя своей страны в Лиге арабских государств. В промежутке между дипломатическими каденциями был советником по науке короля Абдаллы II.
Был членом сената. 9 ноября 2014 года возглавил специальную экономическую зону в Акабе.